# Gottlieb Christoph Harleß
Gottlieb Christoph Harleß (født 21. juni 1738 i Kulmbach, død 2. november 1815 i Erlangen) var en tysk klassisk filolog. Han var far til Johann Christian Harleß, der skrev hans biografi.
Harleß var professor i Erlangen fra 1765. Han var væsentlig samler; hans hovedværk er bearbejdelsen af Fabricius' Bibliotheca græca (12 bind, Hamborg 1790—1809, ufuldendt, register 1838), et stort repertorium for notitser.